# Benjamin Britten
Edward Benjamin Britten (Lowestoft, 22 de novembro de 1913 — 4 de dezembro de 1976), OM, Barão Britten de Aldeburgh, foi um compositor, maestro, violista e pianista britânico.

## Biografia
Nascido no condado de Suffolk, à beira-mar, o seu carácter costeiro reflecte-se em muitas das suas obras. Britten iniciou-se na música desde cedo, talvez influenciado pelos seus pais, praticantes amadores. Aos 14 anos teria já composto dez sonatas em piano e seis quartetos de cordas, não excluindo um oratório e um poema orquestral intitulado Chaos and Cosmos (o Caos e o Cosmos).
A sua educação passou, como era normal na época, por uma escola particular local, e mais tarde pela Escola Gresham, de boa reputação a nível nacional, em Holt, no condado vizinho de Norfolk. Aos 10 anos impressiona-se ao ouvir uma interpretação de The Sea («O Mar»), de Frank Bridge, com quem teria lições de composição três anos depois. A influência de Bridge na vida de Britten foi patente: durante toda a sua vida Britten se referia a ele com grande afecto e respeito. Depois da escola, o conservatório: o Colégio Real de Música, em Londres, de onde não guardou recordações felizes, conforme declarou em 1961. Ali, seus professores foram John Ireland, em composição, e Arthur Benjamin, em piano. Britten faz, entretanto, projectos para ir estudar com Alban Berg, em Viena, não chegando, no entanto, a concretizar-se, provavelmente pela desaprovação do Colégio. Seria aqui que Britten captava a atenção do público, ao interpretar uma das suas partituras estudantis, a Sinfonietta (Op. 1), por insistência de Adrian Boult.
Apesar da viagem para Viena não se concretizar, Britten conseguiu trabalho em Londres com maior regularidade, especialmente quando se dedicou a compor para filmes. Aí se tornou amigo de W. H. Auden que, em 1935, com quem colaborou em Our Hunting Fathers («Os Nossos Antepassados Caçadores»), com posições radicais políticas e musicais, e de quem recebia o roteiro para a trilha sonora de Night Mail, que quase se tornou clássica. A produção começava a revelar-se impressionante, de modo que foi-lhe oferecido um contrato pela editora Boosey and Hawkes, que aceitou.
Em 1936, estreou uma suite de violino e piano com Antonio Briosa, num recital radiofónico da BBC. Ainda nesse ano, tendo Auden ingressado na Guerra Civil Espanhola, escreveu, em colaboração com Lennox Berkeley, a obra intitulada Mont Juic, baseada em danças catalãs, que se estrearia muitos anos depois em Barcelona, aquando do III Festival Internacional de Música, em 1965. Conhece, entretanto, o tenor Peter Pears de quem se tornaria amigo e companheiro para toda a vida. No Outono de 1937, Britten, cuja casa natal de Lowestoft fora vendida por morte dos pais, comprou The Old Mill na vila de Snape, no mesmo condado, um moinho antigo transformado em vivenda em 1933. Aí viveu, acompanhado frequentemente por Pears e outros amigos.
Em 1939, influenciado pelo desenrolar da política europeia e pela crítica hostil inglesa, ambos seguiram Auden, já de regresso, para a América e aí Britten compôs Paul Bunyan, a sua primeira ópera, com texto de Auden, bem como várias músicas para Pears. Este período foi particularmente notável para o seu trabalho com orquestra, incluindo The Illuminations («As Iluminações»), destinadas a Sophie Wyss, em Londres, sobre originais franceses de Arthur Rimbaud, e os Seven Sonnets of Michelangelo («Sete Sonetos de Miguel Ângelo»), Variations on a Theme of Frank Bridge (para orquestra de cordas) e Sinfonia da Requiem (para orquestra completa), esta última para satisfazer uma enconmenda do governo japonês para festejar o 2500º aniversário da dinastia Mikado — curiosamente estes negaram-se a estreá-la. Porém, Kussevitzki¹ interpretou-a em Boston e, antevendo as escusas de dificuldades económicas de Britten como desculpa para não escrever mais óperas, lhe encomendou imediatamente uma ópera: assim se iniciou Peter Grimes.
Em 1942, já em plena guerra, a nostalgia de Britten da sua terra puxou-o de volta para Inglaterra, num barco neutral sueco, instalando-se no velho moinho de Snape.
Em 1945, concluiu Peter Grimes. Terminada a guerra, as preocupações concentravam-se em organizar o mundo pós-guerra, e o director da Ópera de Sadler's Wells, empenhado em reabrir o local, escolhe Peter Grimes para servir de espoleta. Em 7 de Junho, estreou-se a ópera com Pears no papel de Peter Grimes e Joan Cross no de Ellen, com uma orquestra alegadamente modesta (até então). O sucesso foi estrondoso e não tardou à peça em ser reproduzida pelas Europa e América fora. Não obstante, as oposições por parte de alguns sectores da música inglesa levaram-no a cultivar o género da ópera e a trabalhar em obras verdadeiramente inglesas. Assim, juntamente com Joan Cross, formam um novo projecto operístico, o English Opera Group, em 1947 — que dedicar-se-ia a realizar digressões, especializar-se em óperas de câmera. É nesta altura que surgiu uma série de obras para o conjunto em questão, como Billy Bud, baseada no romance homónimo de Herman Melville, The Turn of the Screw, uma cruel história de horror de Henry James e, entre outras, The Young Person's Guide to the Orchestra («Guia de Orquestra para Jovens»), um conjunto de variações e uma fuga sobre um tema de Purcell, inicialmente com uma orientação didáctica, mas que não impediu a sua popularidade.
No ano seguinte, foi viver para Aldeburgh, com Pears — inicialmente para perto do mar e mais tarde, quando os turistas se tornavam impertinentes, retiraram-se para uma zona menos concorrida da cidade — onde organizaria o Festival de Aldeburgh, que traria orquestras e coros à cidade. Aldeburgh prosperava, entretanto, e Britten recebeu a preciosa ajuda de Imogen Holst, que se mudou para a cidade para passar horas incontáveis ao lado de Britten, ajudando-o com os manuscritos.

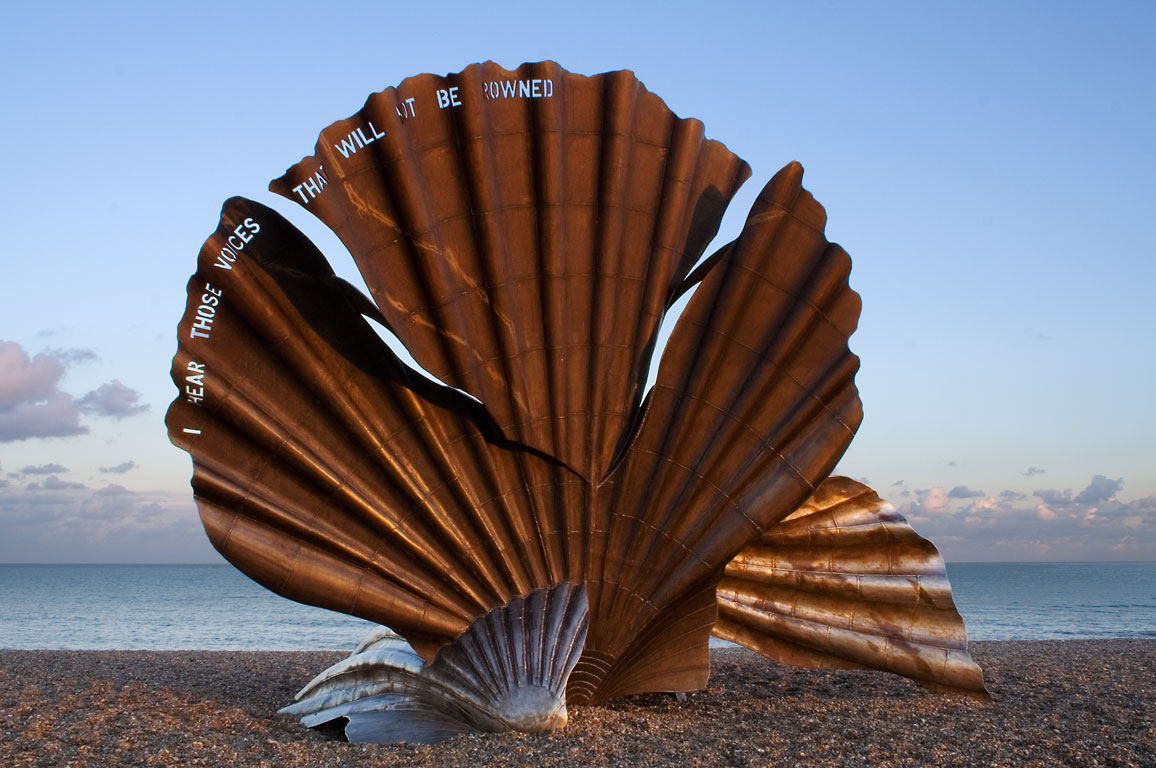
The Scallop, uma escultura em Aldeburgh em homenagem a Britten, com uma frase da célebre Peter Grimes: Consigo ouvir as vozes que não serão afogadas.

Entretanto as viagens intensificaram-se: Britten viajou até ao Extremo Oriente (Bali) onde a típica orquestra javanesa — o gamelão — lhe incutiu as influências patentes em The Prince of the Pagodas («O Príncipe dos Pagodes»), onde induz a originalidade de alguns sons, sendo está a única grande contribuição de Britten para o bailado. No Japão, o teatro Nô fascinou o músico compositor, que adoptou esse estilo em Curlew River («Rio Curlew»), a primeira de uma série de parábolas para serem representadas numa igreja.
Em 1962, para a reconstrução da Catedral de Coventry — que, embora não sendo das mais famosas catedrais de Inglaterra, a sua destruição fora sentida como perda nacional — Britten foi encarregado de escrever a música para a consagração do novo templo, surgindo assim War Requiem («Réquiem da Guerra»), que seria interpretada por Peter Pears, o alemão Dietrich Fischer-Dieskau e a russa Galina Vichnevskaia — cuja participação seria negada pela União Soviética. Nesta época, Britten começou a visitar a URSS frequentemente, quer na qualidade de intérprete, quer na de regente. Nestes anos, como sempre adaptado às circunstâncias, escreveu muitas peças para violoncelo, onde se inclui a Sinfonia de Violoncelo e Orquestra.
Talvez devido ao ruído dos aviões de Aldeburgh, que entretanto se intensificara, Britten e Spears mudaram-se de novo em 1970, desta vez para Horham, no mesmo condado. Foi neste ano que completou Owen Wingrave, já preparada para ser representada na televisão. Três anos depois compôs Death in Venice («Morte em Veneza»), baseada na novela de Thomas Mann, uma narração dos últimos dias de um romancista já de idade madura; este retorno à ópera foi aclamado pelo público como a sua obra-prima.
Porém, Britten começava a sentir problemas no coração. Chegou mesmo a adiar a intervenção médica para poder terminar Death in Venice. Durante os — poucos — anos que lhe restavam, Britten empenhou-se no seu terceiro e último quarteto de cordas, já limitado em certas actividades. Não obstante, recebeu assim honras públicas que lhe serviriam de estímulo, como a nomeação de Lord Britten de Aldeburgh pela própria Rainha de Inglaterra, honra concedida pela primeira vez a um compositor britânico.
Em 1976, conseguiu ainda passar umas férias em Bergen onde, mesmo assim, iniciava novas obras enquanto ali descansava. Porém, em 4 de dezembro do mesmo ano, pouco depois de completar 63 anos, morreu em Aldeburgh após sofrer uma parada cardíaca.

## Obra

### Alguns trabalhos com orquestra
- Sinfonietta para orquestra de câmera (1932)
- Simple Symphony («Sinfonia Simples») para orquestra de cordas (1934)
- Variations on a Theme of Frank Bridge («Variações de um tema de Frank Bridge») para orquestra de cordas (1937)
- Concerto para piano e orquestra (1938 rev. 1945)
- Concerto para violino e orquestra (1939 rev. 1958)
- Young Apollo (Jovem Apolo) para piano e orquestra de cordas (1939)
- Sinfonia da Requiem para orquestra (1940)
- Diversions para piano e orquestra (1940 rev. 1954)
- Prelúdio e Fuga para 18 cordas (1943)
- Serenata para Trompa, Tenor e Cordas (1943)
- Four Sea Interludes («Quatro Interlúdios Marinhos») e Passacaglia da ópera Peter Grimes para orquestra (1945)
- The Young Person's Guide to the Orchestra («Guia de Orquestra para Jovens»), op. 34 (1946)
- Saint Nicolas para solistas, coro e orquestra (1948)
- Spring Symphony («Sinfonia Primavera») para solistas, coro e orquestra (1949)
- Suite Sinfónica de Gloriana (1954)
- War Requiem (1961)
- Cantata misericordium para solistas, coro menor, quarteto de cordas, orquestra de cordas, piano, harpa e tímpano (1963)
- Sinfonia para Violoncelo (1963)
- Suite de Temas do Folclore Inglês "A Time There Was" para orquestra de câmera (1966/1974)
- Phaedra para mezosoprano, orquestra de cordas, percussão e violoncelo (Robert Lowell após Racine's Phèdre, 1975)
- Praise we great men para solistas, coro e orquestra (Edith Sitwell) (1976, completa por Colin Matthews 1985)

### Óperas e parábolas de igreja
- Peter Grimes (1945), ópera baseada em The Borough, de George Crabbe
- The Rape of Lucretia (1946)
- Albert Herring (1947), baseada na história "Le Rosier de Mme. Husson" de Guy de Maupassant
- Billy Budd (1951), baseada na novela de Herman Melville
- Gloriana (1953) para a coroação da Rainha Isabel II do Reino Unido
- The Turn of the Screw (1954), baseada na história de Henry James
- Noye's Fludde (1958), em inglês arcaico, mais tarde referenciada como Noah's Flood («Dilúvio de Noé»)
- A Midsummer Night's Dream (1960), baseada em Shakespeare
- Curlew River (1964)
- The Burning Fiery Furnace (1966)
- The Prodigal Son (1968)
- Owen Wingrave (1971) uma ópera para televisão
- Morte em Veneza (1973) baseada na novela de Thomas Mann